# Nový Bydžov
Nový Bydžov (in tedesco Neubidschow) è una città della Repubblica Ceca facente parte del distretto di Hradec Králové, nella regione omonima.
Nel 1943 vi è nato l'aracnologo Petr Bílek, specialista della famiglia Salticidae.